# Life of a Ghost
Life of a Ghost er det tredje fuldlængde album af det danske band Blue Foundation. Det blev udgivet den 24. september 2007 i Europa via Virgin Music Denmark/EMI og i 2009 i USA via Astralwerks. Indspilningssessionerne fandt sted i København fra 2006 til 2007. Produktion blev håndteret af Blue Foundations medlemmer Tobias Wilner og Bo Rande. Albummet nåede en 12. plads på hitlisterne i Danmark.
Life of a Ghost indeholder gruppens største hit Eyes On Fire, skrevet af Tobias Wilner og Kirstine Stubbe Teglbjærg. Sangen blev brugt på det amerikanske Grammy-nominerede soundtrack til film-sagaen Twilight, baseret på Stephanie Meyers bestseller-romanserie.
 
Eyes On Fire har været genstand for sampling af kunstnere som Young Thug, French Montana og Curren$y og er blevet remixet af Zeds Dead, Skeler og Michael Bibi.
VICE/Noisey putter Zeds Deads remix af Eyes on Fire på deres top 100 liste over mest betydningsfulde EDM remixes nogensinde. Eyes On Fire nåede en 49. plads på Billboard Heatseekers Songs chart
Albummet inkluderer også sangen Watch You Sleeping, som Blue Foundation genindspillede i 2008 i en alternativ version som duet med Mark Koszelek.
 Sangen blev genudgivet i 2016 på albummet Blood Moon med Mark Kozelek som leadvokalist.
Alle sangmelodier og tekster på Life Of A Ghost er skrevet af Kirstine Stubbe Teglbjærg, Tobias Wilner aka. Bichi og Scot Martingell på Life Of a Ghost. Tobias Wilner optrådte for første gang som leadvokalist og er krediteret for lead sang på fire af albummets 12 sange. Life of a Ghost markerede Kirstine Stubbe Teglbjærgs sidste optræden som vokalist for Blue Foundation.

## Spor
1. Stuck in a Hard Place
2. Enemy
3. Eyes on Fire
4. Distant Dreams
5. Little by Little
6. Stained
7. Ghost
8. Talk to Me
9. Empty Wall
10. Hero Across the Sky
11. Watch You Sleeping
12. Equilibrium

## Hitlister
| Hitliste (2007)        | Peak position |
| ---------------------- | ------------- |
| Danmark (Album Top-40) | 12            |